# Cyrtodactylus subsolanus
Cyrtodactylus subsolanus là một loài thằn lằn trong họ Gekkonidae. Loài này được Batuwita & Bahir mô tả khoa học đầu tiên năm 2005.